# Iowa City
Iowa City é uma cidade localizada no estado americano de Iowa, no condado de Johnson, do qual é sede. A cidade abriga o campus da Universidade de Iowa e foi a primeira capital do estado de Iowa.

## Geografia
De acordo com o Departamento do Censo dos Estados Unidos, a cidade tem uma área de 67,7 km², dos quais 66,3 km² estão cobertos por terra e 1,4 km² por água.

### Localidades na vizinhança
O diagrama seguinte representa as localidades num raio de 16 km ao redor de Iowa City.

## Demografia
Segundo o censo nacional de 2010, a sua população é de 67 862 habitantes e sua densidade populacional é de 1 023,6 hab/km².

## Marcos históricos
O Registro Nacional de Lugares Históricos lista 77 marcos históricos em Iowa City, dos quais apenas um é Marco Histórico Nacional. O primeiro marco foi designado em 31 de maio de 1972 e o mais recente em 27 de maio de 2021, o Iowa City Downtown Historic District.